# ITunes Festival: London 2011 (Linkin Park)
iTunes Festival: London 2011 è il quattordicesimo EP del gruppo musicale statunitense Linkin Park, pubblicato l'8 luglio 2011 dalla Warner Bros. Records.

## Descrizione
Pubblicato esclusivamente sull'iTunes Store, l'EP contiene sei brani tratti dal concerto tenuto dal gruppo il 4 luglio 2011 in occasione dell'iTunes Festival svoltosi al Roundhouse di Londra.
Nel disco è inoltre presente la reinterpretazione dal vivo del singolo Rolling in the Deep della cantante britannica Adele, pubblicata come singolo digitale il 7 luglio 2011 soltanto sull'iTunes Store britannico ed irlandese. La versione dei Linkin Park ha debuttato nella classifica britannica dei singoli alla posizione 42, una posizione sopra rispetto alla versione originale di Adele.

## Tracce
Testi e musiche di Linkin Park, eccetto dove indicato.
1. Iridescent (Live) – 5:04
2. Waiting for the End (Live) – 4:10
3. Rolling in the Deep (Live) – 4:24 (Adele Adkins, Paul Epworth) – originariamente interpretata da Adele
4. The Catalyst (Live) – 5:41
5. Papercut (Live) – 3:15
6. Bleed It Out (Live) – 5:20

## Formazione
- Chester Bennington – voce, chitarra ritmica (traccia 1)
- Rob Bourdon – batteria (eccetto traccia 3)
- Brad Delson – chitarra solista e cori (eccetto traccia 3), tastiera (traccia 2), percussioni e sintetizzatore (traccia 4)
- Joe Hahn – giradischi e cori (eccetto traccia 3)
- Phoenix – basso e cori (eccetto traccia 3)
- Mike Shinoda – voce (eccetto traccia 3), chitarra ritmica (tracce 2 e 6), tastiera (tracce 1, 3 e 4)